# Iserlohner Kreisanzeiger und Zeitung
«Iserlohner Kreisanzeiger und Zeitung» («Изерлонер Крайсанцайгер», букв. «Изерлонский вестник») — ежедневная региональная газета городов Изерлон и Хемер, основанная в 1842 году. По данным на 2018 год, реализованный тираж издания IKZ составляет 16 000 экземпляров — что почти на 50 % меньше, чем в 1998 году.

## История
Газета была основана в 1842 году издателем Иоганном Петером Вихельховеном (нем. Johann Peter Wichelhoven, 1805—1885) без получения официального разрешения от местной администрации: к тому моменту в городе уже издавалась ежедневная газета «Изерлонер-Вохенпост». Вихельховен сумел обойти запрет, купив хагенскую газету «Öffentlichen Anzeiger für die Grafschaft Limburg». Первым редактором нового издания являлся пастор Фридрих Щучард (нем. Friedrich Schuchard), служивший в одном из районов Хагена (оставался на этом посту до 1857 года); первый тираж газеты была набран и напечатан в пристройке по адресу Mühlenstraße 3 — и имел тираж около 250 экземпляров.